# Canon EF 70-200mm
Canon EF 70-200mm – seria pięciu teleobiektywów firmy Canon przeznaczonych dla aparatów EOS.
Wszystkie obiektywy mają stałą maksymalną jasność (otwór względny) bez względu na długość ogniskowej, wewnętrzne ogniskowanie (długość obiektywu pozostaje stała podczas ustawiania ostrości i/lub ogniskowej) oraz należą do serii L (z ang. luxury) – najlepszej jakościowo serii obiektywów Canona:
- f/2.8L II IS USM
- f/2.8L IS USM
- f/2.8L USM
- f/4L IS USM
- f/4L USM.

Wszystkie obiektywy z tej serii mają znakomitą reputację pod względem jakości budowy i obrazu. Wersja f/4L USM bez opcji stabilizatora obrazu jest najtańszym obiektywem Canon serii L.

## Specyfikacja
|                                     | f/2.8L II IS USM               | f/2.8L IS USM           | f/2.8L USM  | f/4L IS USM              | f/4L USM      |
| ----------------------------------- | ------------------------------ | ----------------------- | ----------- | ------------------------ | ------------- |
| Zdjęcie                             |                                |                         |             |                          |               |
| Stabilizacja obrazu IS              | Tak, trzeciej generacji – 4 EV | Tak, drugiej gn. – 3 EV | Nie         | Tak, trzeciej gn. – 4 EV | Nie           |
| Uszczelnienie na warunki zewnętrzne | Tak                            | Tak                     | Nie         | Tak                      | Nie           |
| Ostrzenie USM                       | Tak                            | Tak                     | Tak         | Tak                      | Tak           |
| Soczewka dyfrakcyjna                | Nie                            | Nie                     | Nie         | Nie                      | Nie           |
| Tryb makro                          | Nie                            | Nie                     | Nie         | Nie                      | Nie           |
| Minimalna przysłona                 | f/2.8                          | f/2.8                   | f/2.8       | f/4                      | f/4           |
| Maksymalna przysłona                | f/32                           | f/32                    | f/32        | f/32                     | f/32          |
| Masa (g)                            | 1490                           | 1470                    | 1310        | 760                      | 705           |
| Średnica (mm)                       | 89                             | 86                      | 85          | 76                       | 76            |
| Długość (mm)                        | 197                            | 197                     | 194         | 172                      | 172           |
| Średnica filtra (mm)                | 77                             | 77                      | 77          | 67                       | 67            |
| Maksymalny kąt widzenia             | 34° – 12°                      | 34° – 12°               | 34° – 12°   | 34° – 12°                | 34° – 12°     |
| Liczba wewnętrznych grup/elementów  | 19/23                          | 18/23                   | 15/18       | 15/20                    | 13/16         |
| Liczba listków przysłony            | 8                              | 8                       | 8           | 8                        | 8             |
| Minimalna odległość ostrzenia (cm)  | 120                            | 140                     | 150         | 120                      | 120           |
| Data premiery                       | kwiecień 2010                  | wrzesień 2001           | marzec 1995 | listopad 2006            | wrzesień 1999 |